# 托马斯·埃金斯

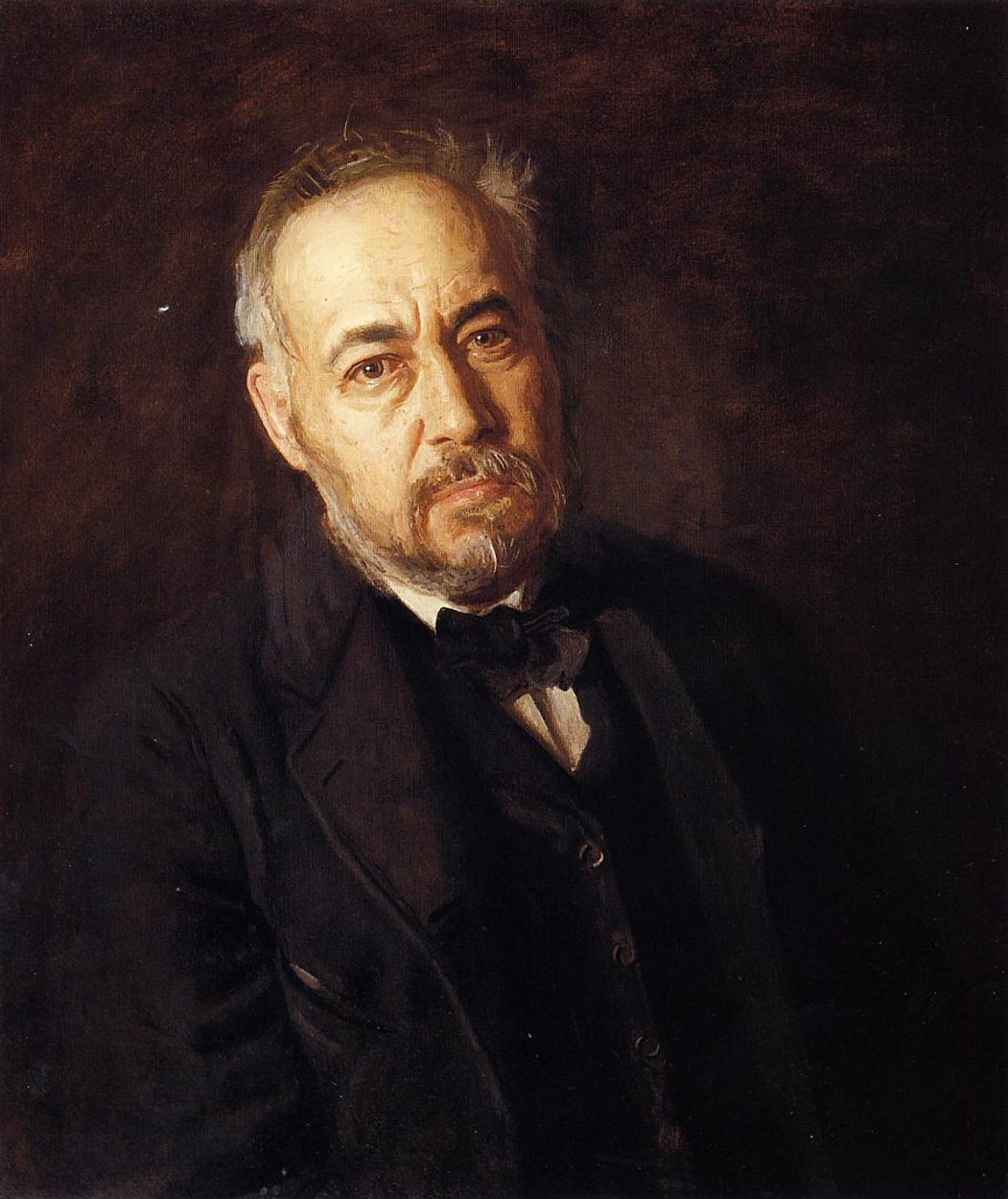
埃金斯的自畫象（1902年）

托马斯·考珀思韦特·埃金斯（英語：Thomas Cowperthwait Eakins，/ˈeɪkɪnz/；1844年7月25日—1916年6月25日），美國现实主义畫家、攝影家、雕塑家及艺术教育家，被誉为美国绘画之父。

## 生平及作品

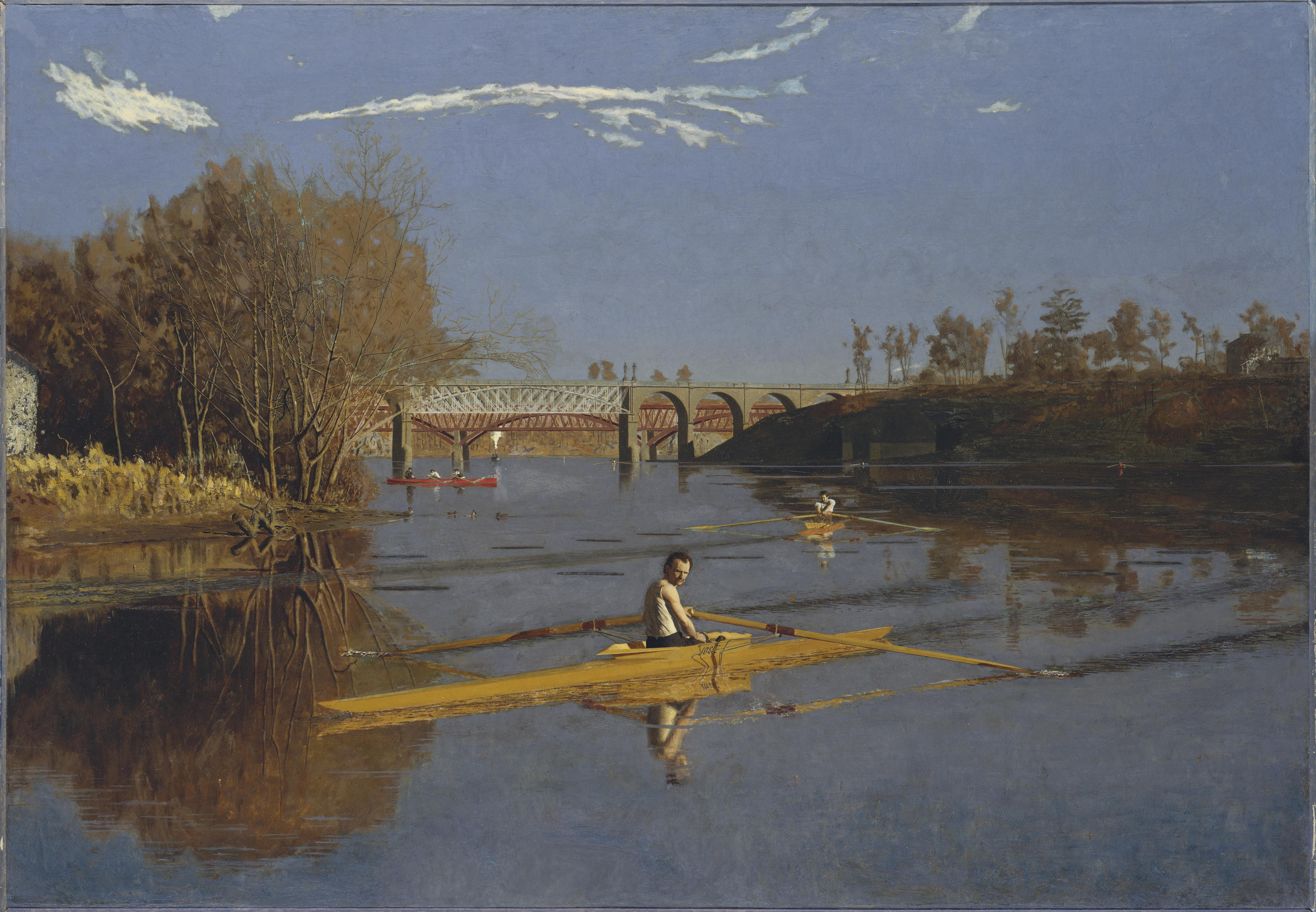
單艇冠軍（1871年）

生於費城，早年入讀宾夕法尼亚美术学院。1866至68年，他在巴黎美術學院隨让-莱昂·热罗姆學習，1869年往西班牙，接觸了委拉斯開茲和胡塞佩·德·里韋拉等的作品，受到學院派和古典風格影響。1870年回費城，居於父母的家中，為親人畫了不少肖象畫，亦畫了一些戶外活動的片段如划艇。这一期间最有代表性的作品为《單艇冠軍》（见右图）。1876年開始於母校賓州美術學校任教，1882年担任教导主任。1883年曾以自己為模特兒，攝下了七張不同姿勢的裸體照，亦以學生為模特兒攝下了一些作品，以供學生學習。他的使用裸体真人的教学方法在当时倍受争议，这也使他和校方的关系在他整个教学生涯中一直很紧张，最终1886年他因在一個男女混合班上使用裸體男模特兒而遭解僱。埃金斯解聘後，其學生組成費城藝術學生聯盟，繼續隨他學習。

## 艺术特点

### 裸體

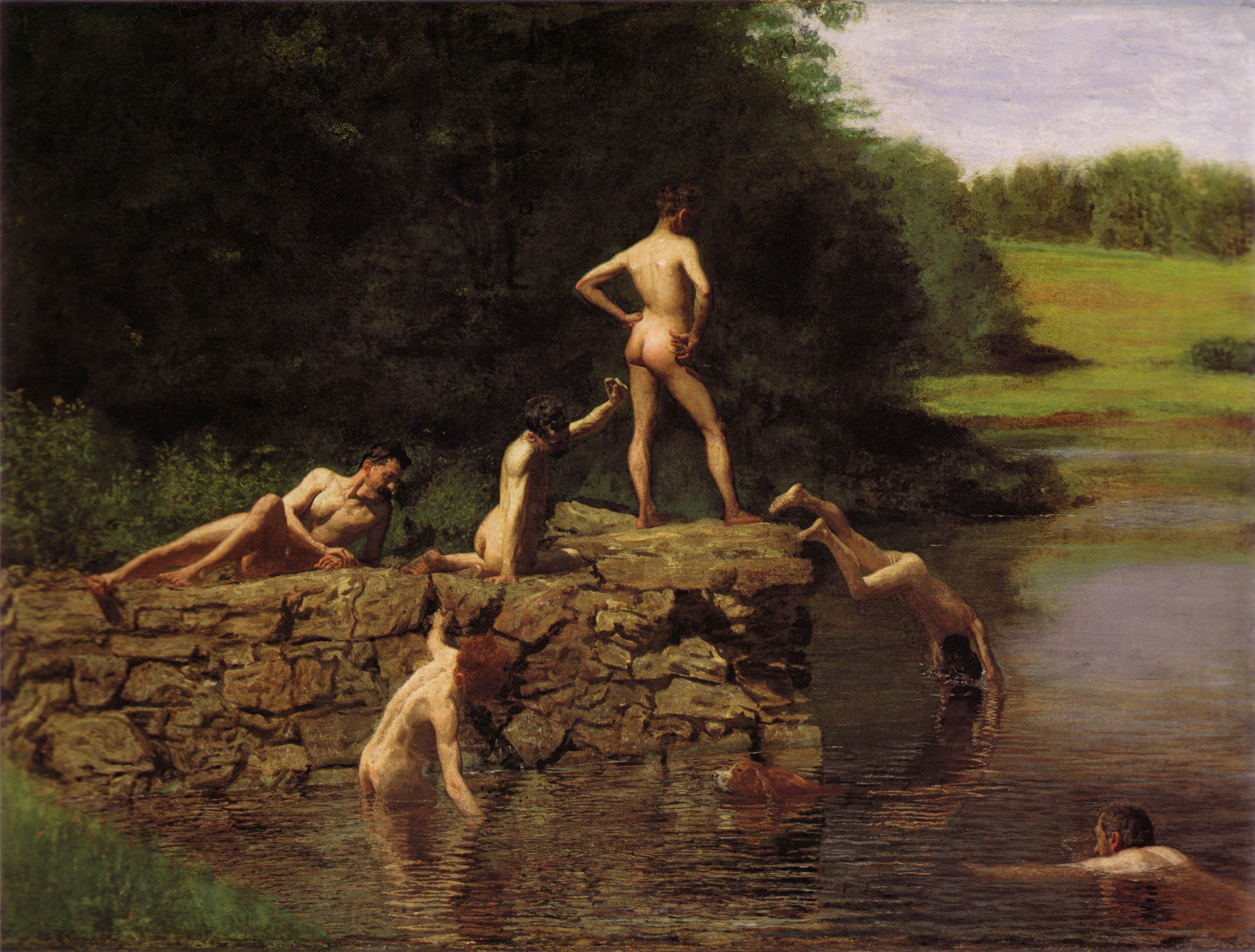
《天然泳池》（1885年）

埃金斯曾說：「裸體女子是最美麗的東西——除了裸體男子。」
埃金斯畫了不少裸體的作品。

### 攝影的使用
他借助攝影以研究人物和動物的細膩部分，令其畫作更接近真實；亦以照片幫助教學。他亦學習了當時的攝影家埃德沃德·迈布里奇攝下動態的技巧。

## 影响及其他

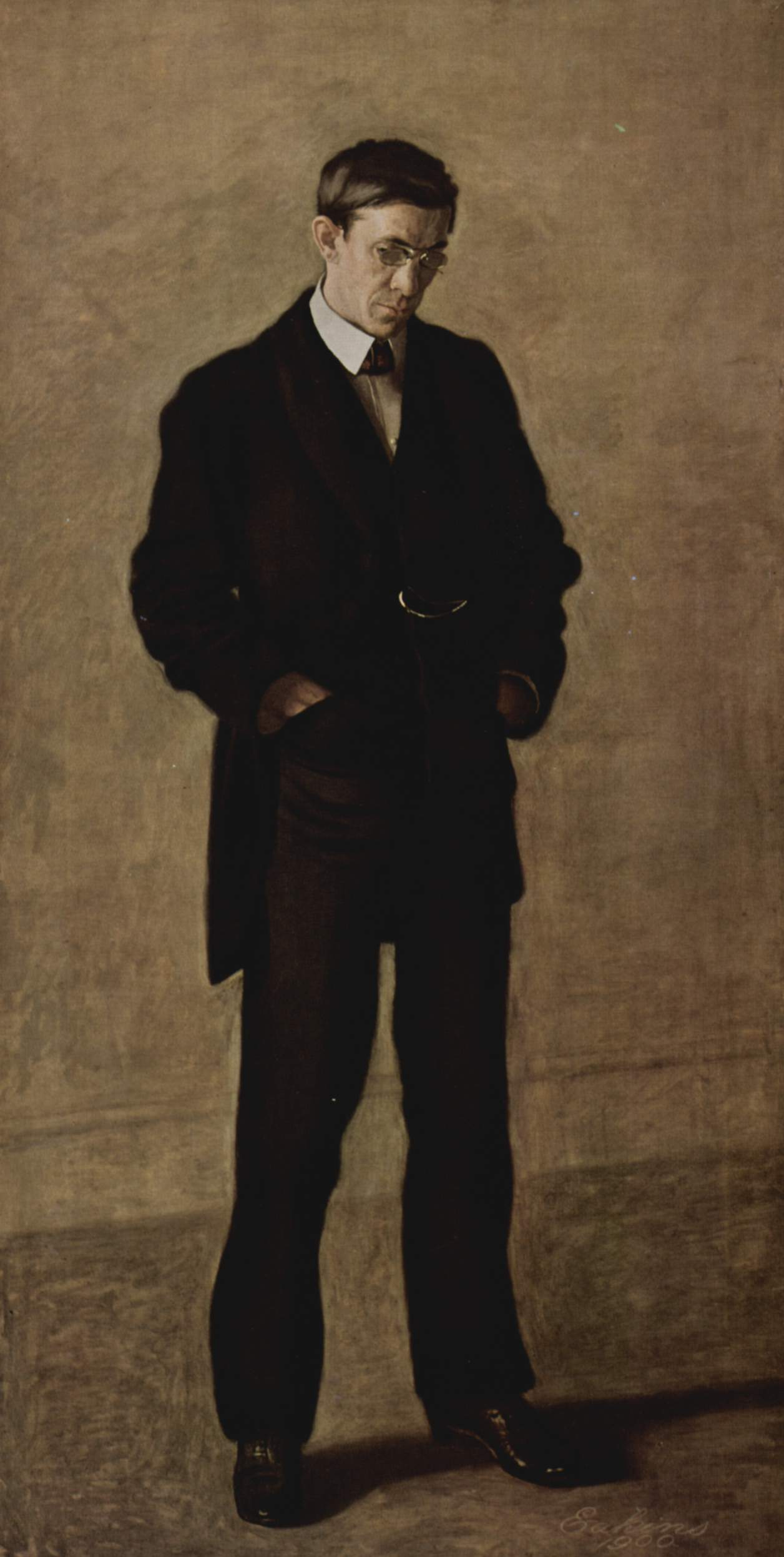
思想家，又稱Louis N. Kenton的肖象（1900年）

其妻子蘇珊·漢娜·麥克道爾·埃金斯（Susan Hannah Macdowell Eakins）（1851年-1938年），兼為畫家、攝影家及鋼琴家。他倆在1884年結婚。
埃金斯影響了不少寫實派的畫家，特別是美國後來的垃圾箱畫派和其學生雕塑家塞缪尔·默里。
沃尔特·惠特曼評論他時說：
|  | 埃金斯不是畫家，他是一股力量。 |

## 外部連結
埃金斯叉腿在地上繪畫（森姆·穆瑞的雕塑）